# Air Sofia
Air Sofia (Bulgaars: Ер София) was een Bulgaarse luchtvaartmaatschappij met thuisbasis in Sofia. Zij voerde vrachtcharters over de hele wereld en had contracten met de Verenigde Naties en het Rode Kruis.

## Geschiedenis
Air Sofia werd opgericht in 1992 en voerde zijn eerste vlucht uit op 11 februari van hetzelfde jaar. De luchtvaartmaatschappij was eigendom van Georgi Ivanov en Lilian Todorov. Op 5 maart 2007 verbood de Bulgaarse overheid 5 luchtvaartmaatschappijen om nog te vliegen waaronder Air Sofia. De activiteiten van Air Sofia werden hierna verplaatst naar Servië en gingen verder onder de naam United International Airlines.

## Vloot
In januari 2007 bestond de vloot van Air Sofia uit:
- 4 Antonov AN-12BP
- 1 Antonov AN-12T